# Katastrofa lotu Southern Airways 932
Katastrofa lotu Southern Airways 932 – katastrofa lotnicza, która wydarzyła się 14 listopada 1970 roku. McDonnell Douglas DC-9-31 (N97S) lecący z Kinston w stanie Karolina Północna do Huntington, rozbił się w czasie podchodzenia do lądowania. W wyniku katastrofy, śmierć poniosło 75 osób (71 pasażerów i 4 członków załogi) – wszyscy na pokładzie.

## Przebieg zdarzenia

### O samolocie i załodze
McDonnell Douglas DC-9-31 (nr rej. N97S) miał dopiero rok, wylatał 3667 godzin. Kapitanem lotu był Frank H. Abbot (47 lat), drugim pilotem był Jerry Smith (28 lat), stewardesami były Pat Vaught i Charlene Poat.

### Pasażerowie
Pasażerami samolotu byli: 37 osobowa uniwersytecka drużyna futbolu amerykańskiego Marshall Thundering Herd wracająca z meczu, 8 członków sztabu trenerskiego, 25 osób z klubu sponsorskiego, 4 członków załogi i koordynator działań Danny Desse. Wszyscy lecieli tym lotem czarterowym do Huntington.

### Lot
Samolot z Kinston wystartował o 18:38. O 19:23 załoga skontaktowała się z wieżą w Huntington informując o obniżaniu wysokości lotu do 5000 stóp. O 19:34 piloci zgłosili minięcie markera zewnętrznego.

### Katastrofa
W trakcie podchodzenia do lądowania na pasie 11, 1690 m przed jego progiem samolot uderzył w topolę, co spowodowało uszkodzenia slotów i klap prawego skrzydła. W wyniku tego doszło do utraty sterowności i DC-9 przechylił się na prawe skrzydło, po czym zderzył się z ziemią niemal w pozycji plecowej ok. 1300 m przed progiem drogi startowej. W wyniku zderzenia nastąpił pożar.

## Przyczyny
Po roku i 6 miesiącach, 14 kwietnia 1972, opublikowano raport z badania wypadku. Według komisji NTSB, przyczyną katastrofy było zejście poniżej minimalnej wysokości zniżania  podczas podejścia nieprecyzyjnego w trudnych warunkach atmosferycznych bez kontaktu wzrokowego z otoczeniem drogi startowej. Najbardziej prawdopodobną przyczyną zejścia poniżej minimalnej wysokości zniżania było: a) niewłaściwe wykorzystanie przyrządów pokładowych; lub b) usterka układu wysokościomierzy."